# Bruno Petracca
Bruno Francesco Petracca (Roma, 24 dicembre 1906 – Roma, 3 luglio 1977) è stato un pugile italiano, olimpionico a Parigi 1924.

## Biografia
Nato a Roma nel 1906, iniziò la carriera a non ancora 18 anni, partecipando ai Giochi olimpici di Parigi 1924, nei pesi piuma, uscendo ai quarti di finale contro lo statunitense Joseph Salas, poi medaglia d'argento, dopo aver sconfitto nel turno precedente lo svizzero Jacques Sauthier. Nell'occasione fu il più giovane della spedizione italiana alle Olimpiadi francesi con i suoi 17 anni.
Gareggiò fino all'età di 25 anni, ritirandosi nel 1931 con uno score di 10 vittorie (6 per KO), 8 sconfitte (2 per KO) e 1 pareggio.